# Marija Vasil'cova
Marija Evgen'evna Vasil'cova (in russo Мария Евгеньевна Васильцова?; Novosibirsk, 26 giugno 1995) è una snowboarder russa.

## Biografia
In Coppa del Mondo ha esordito il 17 febbraio 2012 a Soči, non terminando la gara.
Nel 2018 ha preso parte ai XXIII Giochi olimpici invernali a Pyeongchang concludendo in diciottesima posizione in seguito ad una caduta ai quarti di finale nella gara di snowboard cross.

## Palmarès

### Mondiali juniores
- 1 medaglia:
  - 1 bronzo (snowboard cross a squadre a Yabuli 2015)

### Coppa del Mondo
- Miglior piazzamento nella Coppa del Mondo di snowboard cross: 8ª nel 2016
- 1 podio:
  - 1 terzo posto